# Hit Squad
Hit Squad — американская хип-хоп-супергруппа, образовавшаяся в 1990 году участниками группы EPMD, Эриком Сёрмоном и Пэрришем Смитом. В состав группы входили рэп-артисты из Нью-Йорка. Группа распалась в 1993 году вместе с распадом дуэта EPMD. Позже несколько участников сформировали новую супергруппу Def Squad.
Коллектив вновь собрался в 2006 году как Hit Squad с подразделением новых начинающих артистов под названием Team Takeover, в котором участвовали такие артисты, как Nymrod, Comatose, Nam Nitty и молодой участник Michael Nixx.

## Карьера
После успеха их дебютного альбома Strictly Business участники группы EPMD стремились стать наставниками для новых артистов. Первым артистом, который появился в качестве гостя на альбоме EPMD, был K-Solo. Соло принял участие на их втором альбоме Unfinished Business в песне «Knick Knack Patty Wack». Первое упоминание о группе Hit Squad появилось на третьем альбоме EPMD, Business as Usual, на треке «Hit Squad Heist». В тексте упоминаются Redman, K-Solo и Tom J из Knucklehedz. Redman также был представлен на двух треках этого альбома.
В 1993 году EPMD выпустили сингл «Head Banger» из своего четвёртого альбома Business Never Personal. На сингле были представлены K-Solo и Redman, а в музыкальном видео снялось большинство участников группы Hit Squad. Сингл достиг 11 места в чарте Hot Rap Tracks журнала Billboard. Успех сингла сделал «Head Banger» визитной карточкой Hit Squad. Альбом также содержит Das EFX на треке «Cummin' At Cha».

## Распад
В конце 1992 года напряжённая обстановка в Hit Squad возросла. Согласно статье в журнале The Source, члены Hit Squad утверждали, что Смит, который владел их управляющей компанией, допустил финансовые нарушения. В дом Смита ворвались вооружённые злоумышленники, которых, как полагают, наняли участники Hit Squad. В то время как Смит отказался публично сообщить подробности того, кто стоял за вторжением, Сёрмон был арестован и ненадолго задержан для допроса, но никаких обвинений предъявлено не было. EPMD официально распался в январе 1993 года. Redman и Hurricane G продолжали сотрудничать с Сёрмоном, в то время как Das EFX и DJ Scratch оставались под управлением Смита. K-Solo занимался сольным творчеством. Дебютный альбом Knucklehedz затерялся в суматохе в разгар распада и был отложен.
Позже Сёрмон сформировал группу Def Squad с Redman'ом, Jamal'ом (также известным как Mally G) и ещё одним протеже, Китом Мюррей. Смит продолжал упоминать имя Hit Squad в своих последующих сольных альбомах и на альбомах воссоединения EPMD, но оставалось неясным, кто был новым составом Hit Squad. Смит появился с неизвестными рэперами Blast, Poogi и L Pro под именем PMD & The Hit Squad на классическом микстейпе Tony Touch 1997 года Power Cypha 2. В 2004 году Смит выпустил альбом под названием Hit Squad: Zero Tolerance, в котором использовались ранее не выпущенные куплеты оригинальных участников группы в сочетании с куплетами новых артистов группы. На момент воссоединения EPMD в 2006 году большинство бывших участников Hit Squad также воссоединились вместе с рэпером группы Def Squad, Китом Мюрреем. Был запланирован новый альбом для Hit Squad/Def Squad.
Ещё одно воссоединение состоялось в 2012 году.

## Дискография
Студийные альбомы
- 2004: Zero Tolerance